# Риндер, Яков Андреевич
Яков Андреевич Риндер (ум. 1810) — российский медик и педагог; доктор медицины Страсбургского университета, профессор анатомии, физиологии и хирургии в Московской медико-хирургической школе, акушер Тверской врачебной управы; надворный советник.

## Биография
Яков Риндер родился в городе Оренбурге в семье доктора медицины Андрея Андреевича Риндера и ещё в детском возрасте был отправлен в Страсбург, где провёл десять лет. Медицинское образование он получил в Страсбургском университете и, по напечатании диссертации, был 5 июня 1778 года удостоен степени доктора медицины. 
В Россию Я. А. Риндер вернулся в начале 1785 года и 30 июня того же года, после экзамена в Медицинской Коллегии, получил право практики.
21 января 1787 года Риндер был назначен профессором Московской медико-хирургической школы и здесь около двух лет читал анатомию, физиологию и хирургию; слабое здоровье вынудило его 14 мая 1789 года выйти в отставку.
23 июля 1790 года Яков Андреевич Риндер снова поступил на службу — врачом в Тверскую губернию, а 13 февраля 1797 года был назначен акушером Тверской врачебной управы, с чином надворного советника.
20 января 1799 года Яков Андреевич Риндер окончательно вышел в отставку, жил в Твери, занимаясь частной врачебной практикой, где и умер около 1810 года.